# 王树东 (1903年)
王树东（1903年—？），男，山东诸城人，中国国民党党员，黄埔军校三期步兵队学生，北伐军烈士，出生于今山东省潍坊市诸城市密州街道大王门村，曾就读于诸城师范讲习所，22岁时进入黄埔军校学习，于北伐战争中牺牲。